# 조융삼
조융삼(趙隆三, 1940년 8월 5일 ~ )은 대한민국의 미술 감독이다.

## 영화 작품

### 미술
- 1983년 《일송정 푸른 솔은》
- 1988년 《뉴머신 우뢰매 5》
- 1988년 《공초도사와 슈퍼 홍길동 2》
- 1989년 《바이오맨》
- 1989년 《오늘 여자》
- 1989년 《서울 무지개》
- 1989년 《들병이》
- 1989년 《미스 코뿔소 미스터 코란도》
- 1989년 《제3세대 우뢰매 6》
- 1989년 《신사동 제비》
- 1990년 《남자 시장》
- 1990년 《이제 그 여자는 여기 살지 않는다》
- 1990년 《로보트 태권브이 90》
- 1990년 《남부군》
- 1990년 《물위를 걷는 여자》
- 1990년 《우묵배미의 사랑》
- 1990년 《장미 여관》
- 1991년 《젊은 날의 초상》
- 1991년 《단지 그대가 여자라는 이유만으로》
- 1991년 《잃어버린 너》
- 1991년 《테레사의 연인》
- 1991년 《언제나 막차를 타고 오는 사람》
- 1991년 《누가 용의 발톱을 보았는가》
- 1991년 《나의 아내를 슬프게 하는 것들》
- 1991년 《비개인 오후를 좋아하세요?》
- 1991년 《산산이 부서진 이름이여》
- 1991년 《사의 찬미》
- 1991년 《피와 불》
- 1991년 《돈아 돈아 돈아》
- 1991년 《은마는 오지 않는다》
- 1992년 《섬강에서 하늘까지》
- 1992년 《스무살까지만 살고 싶어요》
- 1992년 《우리 사랑 이대로》
- 1992년 《걸어서 하늘까지》
- 1992년 《시라소니》
- 1992년 《미스터 맘마》
- 1992년 《김의 전쟁》
- 1992년 《눈꽃》
- 1993년 《대명》
- 1993년 《아담이 눈뜰 때》
- 1993년 《사랑하고 싶은 여자 & 결혼하고 싶은 여자》
- 1993년 《첫사랑》
- 1993년 《그 여자, 그 남자》
- 1993년 《여자의 일생》
- 1993년 《살어리랏다》
- 1993년 《101번째 프로포즈》
- 1993년 《투캅스》
- 1993년 《그 섬에 가고 싶다》
- 1994년 《비는 사랑을 타고》
- 1994년 《나는 소망한다 내게 금지된 것을》
- 1994년 《말미잘》
- 1994년 《어린 연인》
- 1994년 《게임의 법칙》
- 1994년 《장미의 나날》
- 1994년 《지리멸렬》
- 1994년 《헐리우드 키드의 생애》
- 1994년 《너에게 나를 보낸다》
- 1994년 《마누라 죽이기》
- 1995년 《개같은 날의 오후》
- 1995년 《엄마에게 애인이 생겼어요》
- 1995년 《누가 나를 미치게 하는가》
- 1996년 《은행나무 침대》
- 1996년 《러브 스토리》
- 1996년 《맥주가 애인보다 좋은 일곱가지 이유》
- 1996년 《돼지가 우물에 빠진 날》
- 1996년 《카루나》
- 1996년 《투캅스 2》
- 1996년 《보스》
- 1996년 《애니깽》
- 1997년 《똑바로 살아라》
- 1997년 《꽃을 든 남자》
- 1997년 《편지》
- 1997년 《올가미》
- 1997년 《일팔일팔》
- 1998년 《투캅스 3》
- 1998년 《생과부 위자료 청구 소송》
- 1998년 《기막힌 사내들》
- 1999년 《화이트 발렌타인》
- 1999년 《신장개업》
- 1999년 《간첩 리철진》
- 1999년 《애》
- 1999년 《자귀모》
- 2000년 《신혼여행》

### 세트
- 1988년 《성공시대》
- 1994년 《젊은 남자》
- 1994년 《세상 밖으로》
- 1995년 《네온 속으로 노을지다》
- 1995년 《삼공일 삼공이》
- 1995년 《꼬리치는 남자》
- 1995년 《무소의 뿔처럼 혼자서 가라》
- 1995년 《테러리스트》
- 2000년 《불후의 명작》

## 수상
- 1989년 제27회 대종상 영화제 : 미술상(서울 무지개)
- 1991년 제2회 춘사영화제 : 미술상(사의 찬미)
- 1992년 제3회 춘사영화제 : 미술상(걸어서 하늘까지)
- 1993년 제13회 한국영화평론가협회상 (영평상) : 미술상(첫사랑)
- 1993년 제31회 대종상 영화제 : 미술상(그대안의 블루)
- 2006년 제7회 부산영화평론가협회상